# Wien dansar och ler
Wien dansar och ler (tyska: Der Kongreß tanzt, "Kongressen dansar") är en tysk operettfilm från 1931 i regi av Erik Charell, med Lilian Harvey och Willy Fritsch i huvudrollerna. Den utspelar sig under Wienkongressen 1814-1815 och handlar om hur den ryske tsaren Alexander blir förälskad i en lokal handskförsäljerska. Filmen gjordes även i parallellt inspelade engelska och franska språkversioner, alla med Harvey i den kvinnliga huvudrollen. Inspelningen skedde från 1 juni till 13 augusti 1931.
Den svenska premiären ägde rum 26 december 1931. Filmen var en av de största publikframgångarna i den tidiga tyska ljudfilmen. En österrikisk nyinspelning hade premiär 1955.

## Medverkande
- Lilian Harvey som Christel
- Willy Fritsch som tsar Alexander och Uralsky
- Otto Wallburg som Bibikoff
- Lil Dagover som grevinnan
- Conrad Veidt som furst Metternich
- Paul Hörbiger som en sångare
- Alfred Abel som konungen av Sachsen
- Eugen Rex som det sachsiska sändebudet
- Adele Sandrock som furstinnan
- Margarete Kupfer som en grevinna
- Julius Falkenstein som finansministern
- Max Gülstorff som borgmästaren
- Carl-Heinz Schroth som Pepi